# アレクサンドル・グレチャニノフ
アレクサンドル・ティホノヴィチ・グレチャニノフ （ロシア語: Алекса́ндр Ти́хонович Гречани́нов、ラテン文字転写：Alexander Tikhonovich Grechaninov, 1864年10月25日 カルーガ - 1956年1月3日 ニューヨーク）はロシア人作曲家。

## 経歴
1864年、カルーガ生まれ。商人の父親の意に逆らって1881年にモスクワ音楽院に入学し、ピアノを学ぶかたわら、セルゲイ・タネーエフとアントン・アレンスキーに対位法、和声法、フーガ、楽式論を師事。1890年にペテルブルク音楽院に編入して、作曲をリムスキー＝コルサコフに師事した。1896年に作曲家として成功を収めてモスクワに帰郷。さしあたって典礼音楽や舞台音楽の作曲で活躍し、童謡や合唱曲などで名声を得る。創作活動のかたわら、グネーシン音楽大学などで教鞭を執っていたが、1917年のロシア革命に国を追われてプラハやパリ、ロンドンを転々とした。1939年に戦火を逃れてアメリカ合衆国に向かい、1940年よりニューヨークに定住。1940年代後半にアメリカ市民権を得た。

## 作曲作品・作風について
5つの交響曲を残しており、そのうち第1番はリムスキー＝コルサコフの指揮で初演された。4つの弦楽四重奏曲や2つのピアノ三重奏曲、ヴァイオリン・ソナタ、チェロ・ソナタ、クラリネット・ソナタ、ピアノ・ソナタに加えて、バラライカのためにもソナタを作曲している。合唱曲や器楽曲のほかに、歌劇もいくつか残した。ウラディーミル・レビコフに似て、音楽史におけるグレチャニノフの立場は過渡的である。初期作品はチャイコフスキーや国民楽派（とりわけボロディン）の影響を受けており、同世代のヴァシリー・カリンニコフに似た作風を示しているが、後年の作品、とりわけ亡命後の作品は、後輩ロシア人作曲家のストラヴィンスキーやプロコフィエフのモダニズムから、多少の影響を受けている。
渡米を前に完成させた力作《ミサ・エキュメニカ》においては、エキュメニカル運動を支持し、ロシア人ながらもカトリック教会の典礼にのっとり、グレゴリオ聖歌に加えてユダヤ教の賛歌をも利用している。
一方で、ロシア正教会の伝統的旋律と和声を活かした正教会聖歌も作曲しており、その膨大な数に上る正教会聖歌作品はロシア正教会のみならず、ブルガリア正教会、アメリカ正教会などでも用いられている。特に聖金口イオアン聖体礼儀に曲付けしたものとしては4つの作品があり、作曲時期が半世紀に亘る4作品それぞれに曲の傾向が異なっている。1番はチャイコフスキーの影響が濃厚であり、2番はソロと合唱の掛け合いがある。3番には器楽伴奏が付けられ、無伴奏声楽で行われる正教会の奉神礼で使用される機会は無い。3番まではいずれの曲においても高い技巧が要求されるものであった。こうしたグレチャニノフの聖金口イオアン聖体礼儀の作曲も、4番においてはシンプルさ、ロシア聖歌の伝統、奉神礼での実用性を考慮したものが完成している。

## 主要作品一覧
- 交響曲
  - 第1番 ロ短調 作品6 (1894)
  - 第2番《田園》イ長調 作品27 (1902-09)
  - 第3番 ホ長調 作品100 (1920-24)
  - 第4番 ハ長調 作品102 (1923/24)
  - 第5番 ト短調 作品153 (1936-38)
- 協奏曲
  - チェロ協奏曲 イ短調 作品8 (1895)
  - ヴァイオリン協奏曲 作品132 (1932)
  - フルート、ハープと弦楽合奏のための協奏曲 作品159 (1938)
- 室内楽
  - 弦楽四重奏曲
    - 第1番 ト長調 作品2 (1892/93)
    - 第2番 ニ短調 作品70 (1913/14)
    - 第3番 ハ短調 作品75 (1915/16)
    - 第4番 ヘ長調 作品124 (1929)

  - ピアノ三重奏曲
    - 第1番 ハ短調 作品38 (1906)
    - 第2番 ト長調 作品128 (1930/31)

  - ヴァイオリン・ソナタ
    - 第1番 ニ長調 作品87 (1918/19)
    - 第2番 ハ短調 作品137 (1933)

  - チェロ・ソナタ ホ短調 作品113 (1927)
- ピアノ曲
  - ピアノ・ソナタ第1番 ト短調 作品129 (1931)
  - ピアノ・ソナタ第2番 作品174 (1942)
  - 子供のための本 作品98
  - 緑の草原で 作品99
- 歌劇
  - ドブルィニヤ・ニキティーチ "Dobrynja Nikitic" 作品22 (1895-1901)
  - 尼僧ベアトリス "Soeur Betrice" 作品50 (1908-10)
  - 児童劇《もみの木の夢》作品55 (1911)
  - 児童劇《ネコ、おんどりとキツネ》作品103 (1924)
  - 婚礼 作品180 (1946)
- 種々の声楽曲
  - ミサ・エキュメニカ "Missa oecumenica" 作品142 (1933-36)
  - ミサ・フェスティーヴァ"Missa festiva" 作品154 (1937)
  - ミサ曲《地には平和》"Et in terra pax", Messe 作品166 (1942)
  - ミサ・サンクテ・スピリトゥス "Missa Sancti Spiritus" 作品169 (1943)
  - 自由なるルーシへの賛歌 (1917)
  - 勝利に向かって "Vers la victoire" (1943)
  - 世俗歌曲や童謡、合唱曲など
- 正教会聖歌
  - 聖金口イオアン聖体礼儀 第1番 作品13 (1897)
  - 聖金口イオアン聖体礼儀 第2番 作品29 (1901)
  - 聖金口イオアン聖体礼儀 第3番 "Liturgia Domestica" 作品79 (1917)
  - 聖金口イオアン聖体礼儀 第4番 (1943)
  - 正教会の受難週間用の聖歌 作品58 (1911)